# Fabio Quagliarella
Fabio Quagliarella (nascut a Castellammare di Stabia, Província de Nàpols, Itàlia, 31 de gener de 1983), és un futbolista italià. Juga de davanter i el seu equip actual és la UC Sampdoria.

## Biografia
Quagliarella va començar la seua carrera futbolística en les categories inferiors del Torino. Va debutar amb el primer equip en la Serie A el 14 de maig de 2000 en un partit contra el Piacenza Calcio.
Perquè guanyara experiència el club decideix cedir-lo a equips que militaven en categories inferiors. D'aquesta forma Quagliarella va jugar cedit a l'AC Fiorentina (en eixa època es deia Florentia Viola i militava en la Serie C2) i en el Chieti.
Va tornar el 2004, quan el seu equip militava en la Serie B. Eixa temporada, en la qual va marcar 8 gols, el seu equip va guanyar en els play-off d'ascens a l'Ascoli Calcio. Desgraciadament l'equip no va poder ascendir a la Serie A a causa dels problemes financers del club. D'aquesta manera l'ascens se li va concedir a l'Ascoli. Aquest equip és precisament el qual s'interessa per Quagliarella i ho fitxa per a la següent temporada.
Per a poder realitzar el fitxatge l'Ascoli va haver d'aliar-se amb l'Udinese Calcio perquè pagara la meitat del traspàs. D'aquesta forma el jugador passa a ser propietat dels dos equips.
La temporada 05-06 juga en l'Ascoli i la següent marxa a l'Sampdoria, club que compra el percentatge dels drets que l'Ascoli tenia sobre el jugador. Eixe any Quagliarella aconsegueix marcar 13 gols.
El 22 de juny de 2007 l'Udinese es fa amb tots els drets del jugador.
El 29 de juny de 2009 es confirma el seu traspàs al SSC Napoli italià, per la quantitat de 19 milions d'euros, complint així el seu somni de jugar en el seu equip del cor.

### Internacional
Ha estat internacional amb la selecció de futbol d'Itàlia en 20 ocasions i ha marcat 4 gols. El seu debut com a internacional es va produir el 28 de març del 2007 en el partit Itàlia - Escòcia (2 - 0).
Va ser convocat per a participar en l'Eurocopa d'Àustria i Suïssa de 2008, on va gaudir d'uns minuts en l'encontre enfront de la selecció de Romania.
Va ser convocat per a la Copa FIFA Confederacions 2009 en Sud-àfrica.

## Clubs
| Club                    | País   | Any            |
| ----------------------- | ------ | -------------- |
| Torino Calcio           | Itàlia | 2000-2002      |
| ACF Fiorentina          | Itàlia | 2002           |
| Calcio Chieti           | Itàlia | 2002-2004      |
| Torino Calcio           | Itàlia | 2004-2005      |
| Ascoli Calcio 1898      | Itàlia | 2005-2006      |
| Unione Calcio Sampdoria | Itàlia | 2006-2007      |
| Udinese Calcio          | Itàlia | 2007-2009      |
| SSC Napoli              | Itàlia | 2009 - Present |